# Algimia de Alfara
Algimia de Alfara (en valenciano y oficialmente, Algímia d'Alfara) es un municipio valenciano de la comarca del Campo de Murviedro perteneciente a la provincia de Valencia. Cuenta con una población de 1104 habitantes (INE 2024).

## Toponimia
El topónimo deriva del árabe الجامع (al-ǧāmiʿ) «la [mezquita] aljama». Antiguamente recibió también los nombres de Algimia de la Baronía y Algimia de Torres Torres.

## Geografía
Integrado en la comarca de Campo de Murviedro, se sitúa a 41 kilómetros de la capital valenciana. El término municipal está atravesado por la autovía Mudéjar (A-23) y por la antigua carretera nacional N-234, además de por una carretera local que conecta con Serra.
El municipio de Algimia se extiende entre la Sierra Calderona y la cuenca baja del valle del río Palancia, que conforma por el este el límite con Sagunto. Existen llanos solo en la ribera del río Palancia y el resto del relieve está determinado por las vertientes de la Sierra Calderona. Las principales alturas son El Picaio (348 m), El Rodeno (401 m) y El Picaio Calvet (451 m). La altitud oscila entre los 451 m (El Picaio Calvet) y los 150 m a orillas del Palancia. El pueblo se alza a 173 m sobre el nivel del mar.
Los recursos hidráulicos dependen fundamentalmente del río Palancia, aunque existen algunas ramblas de importancia, como la de Arguinas, el barranco de Ferrer, el de las Murteres y la Jara. Más de una cuarta parte de su superficie está cubierta de bosque, principalmente pinos y monte bajo (coscoja, tomillo y romero). Hay pastos de invierno, que se arriendan para ganados de Castellón y Teruel.[cita requerida] El núcleo de población está situado en la vertiente sur del Picaio.
Localidades limítrofes
| Noroeste: Segorbe (Castellón) | Norte: Alfara de la Baronía | Noreste: Alfara de la Baronía |
| Oeste: Segorbe (Castellón)    |                             | Este: Sagunto                 |
| Suroeste: Torres Torres       | Sur: Torres Torres          | Sureste: Torres Torres        |

## Historia
En el término se han encontrado objetos de cerámica ibérica y lápidas romanas con inscripciones latinas en la partida de Jara, así como otros vestigios ibéricos en la Finca de la Vídua de Falcó, todo destruido por los trabajos agrícolas. El núcleo urbano se forjó en época andalusí y, tras la conquista cristiana, estuvo poblada principalmente por moriscos hasta la expulsión de estos en 1609. Posteriormente, fue repoblada con cristianos por el conde de Villanueva, aunque la población no se recuperó hasta el siglo XVIII.

## Demografía
Algimia de Alfara cuenta con una población de 1104 habitantes (INE 2024).
| Gráfica de evolución demográfica de Algimia de Alfara entre 1842 y 2021                                             |
| |
| Población de derecho según los censos de población del INE Población de hecho según los censos de población del INE |

La población de Algimia era de unos 360 habitantes antes de la expulsión de los moriscos (1609). La crisis poblacional subsiguiente se prolongó hasta los primeros años del siglo XVIII, habiendo 230 habitantes en 1713. A partir de esas fechas el crecimiento fue ininterrumpido hasta los primeros años del siglo XIX: 590 habitantes en 1787, 826 en 1877 y 998 en 1910. Desde ese momento el descenso ha sido constante hasta la década de 2000, en que se observa cierta recuperación.
El municipio, que tiene una superficie de 14,45 km², cuenta según el padrón municipal para 2017 del INE con 1051 habitantes y una densidad de 72,73 hab./km².

## Comunicaciones

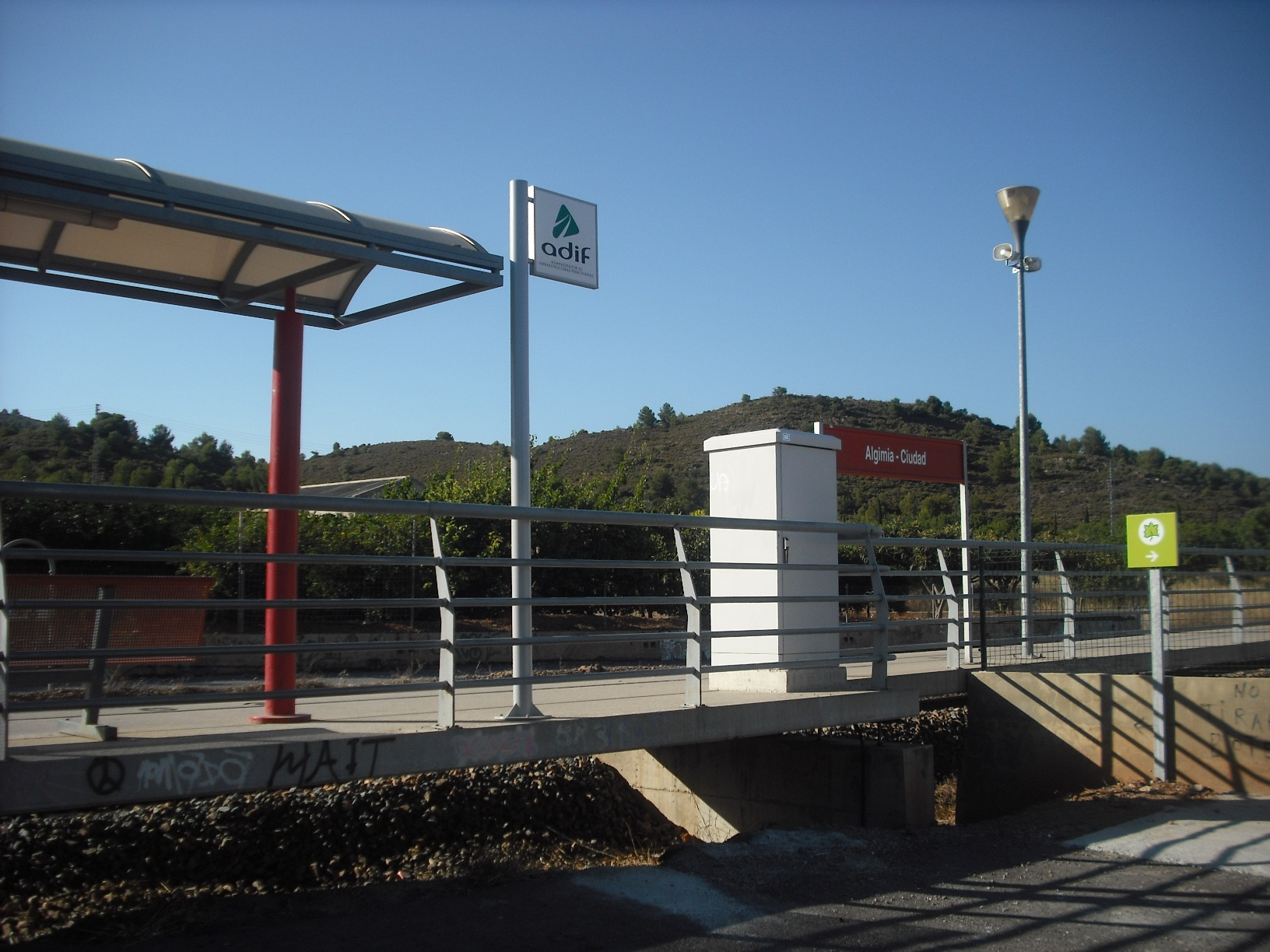
Estación de Algimia.

Por el término de Algimia circulan las siguientes carreteras:
| A-23 Enlaza Sagunto con Francia por Somport.                          |
| CV-310 Enlaza Algimia de Alfara con la CV-35 a la altura de Burjasot. |
| CV-327 Enlaza Algimia de Alfara con Algar de Palancia.                |

Cuenta además con la Estación de Algimia, con parada de los trenes de la línea C-5 de Cercanías Valencia.

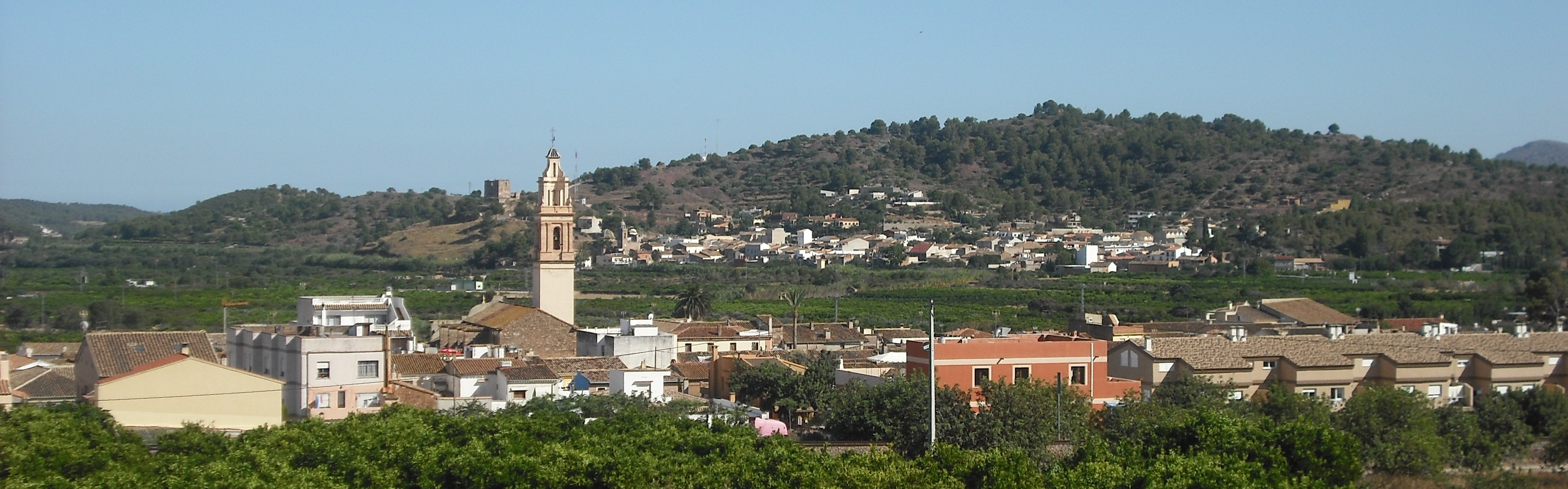
Vista de Algimia desde la Vía Verde de Ojos Negros; al fondo se distingue Torres Torres.

## Economía
La agricultura ha evolucionado en las últimas décadas hacia una expansión del regadío en detrimento del secano. De las 210 ha de este último en 1997, quedaban 171 en 2001. Los cultivos principales son algarrobo, olivo y viñas. En este último año existían 63 ha de naranjos y 395 ha de mandarinos, 85 de las cuales eran regadas por las aguas de Palancia.
Hay varias industrias dedicadas a la fabricación de material de construcción y carpintería. También hay canteras de caliza y pórfidos, y yacimientos de arcilla y caolín.[cita requerida]
Desde diciembre de 2010 además se ha puesto en marcha la planta de tratamiento de residuos sólidos urbanos (RSU) con vertedero situado en el extremo noroeste del municipio que acoge los residuos de diversas comarcas de las provincias de Valencia y Castellón.

### Evolución de la deuda viva
El concepto de deuda viva contempla solo las deudas con cajas y bancos relativas a créditos financieros, valores de renta fija y préstamos o créditos transferidos a terceros, excluyéndose, por tanto, la deuda comercial.
| Gráfica de evolución de la deuda viva del ayuntamiento entre 2008 y 2014                             |
| |
| Deuda viva del ayuntamiento en miles de Euros según datos del Ministerio de Hacienda y Ad. Públicas. |

La deuda viva municipal por habitante en 2014 ascendía a 137,10 €.

## Administración y política
Algimia de Alfara es gobernada por una corporación local formada por concejales elegidos cada cuatro años por sufragio universal que a su vez eligen un alcalde. El censo electoral está compuesto por todos los residentes empadronados en Algimia mayores de 18 años y nacionales de España y de los otros países miembros de la Unión Europea. Según lo dispuesto en la Ley del Régimen Electoral General, que establece el número de concejales elegibles en función de la población del municipio, la Corporación municipal de Algimia de Alfara está formada por 9 concejales. La sede actual del ayuntamiento algimiano está en el número 1 de la plaza de San Vicente. El Ayuntamiento de Algimia está actualmente presidido por una agrupación de electores Algímia en Moviment y consta de 5 concejales de este partido y 3 del PSVP-PSOE.
| Periodo   | Nombre                    | Partido                           |
| --------- | ------------------------- | --------------------------------- |
| 1979-1983 | Enrique Navarro Company   | PSPV-PSOE                         |
| 1983-1987 | Manuel Gómez Amer         | PSPV-PSOE                         |
| 1987-1991 | Enrique Navarro Company   | AP                                |
| 1991-1995 | Manuel Gómez Amer         | PSPV-PSOE                         |
| 1995-1999 | Francisco L. Salt Mocholí | PSPV-PSOE                         |
| 1999-2003 | Francisco L. Salt Mocholí | PSPV-PSOE                         |
| 2003-2007 | Francisco L. Salt Mocholí | PSPV-PSOE                         |
| 2007-2011 | Francisco L. Salt Mocholí | PSPV-PSOE                         |
| 2011-2015 | Francisco L. Salt Mocholí | PSPV-PSOE                         |
| 2015-2019 | Ernest Buralla Montal     | PSPV-PSOE                         |
| 2019-2023 | Ernest Buralla Montal     | ANEM - Algímia de Nou en Moviment |
| 2023-act. | Ernest Buralla Montal     | ANEM - Algímia de Nou en Moviment |

## Servicios públicos
Las aguas que se utilizan para el abastecimiento urbano proceden de la fuente del Conde y del pozo de la Foia.

## Patrimonio

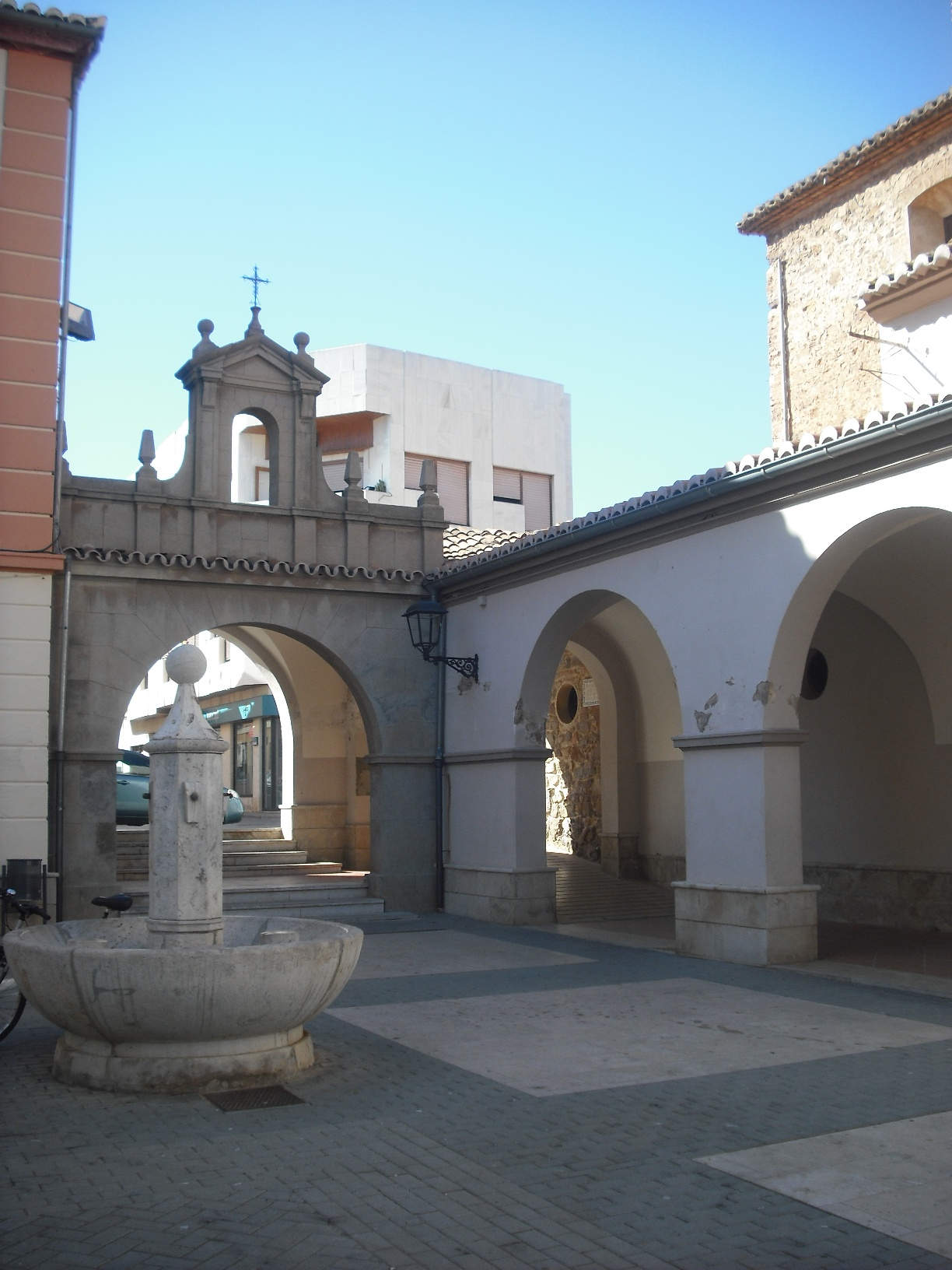
Plaza de la iglesia.

- Iglesia de San Vicente Ferrer (Església de Sant Vicent Ferrer): Hasta 1574 la parroquia fue aneja a la de Torres Torres,[7] habiéndose construido el templo actual en el último tercio del siglo XVI,[7] en estilo barroco.[16]

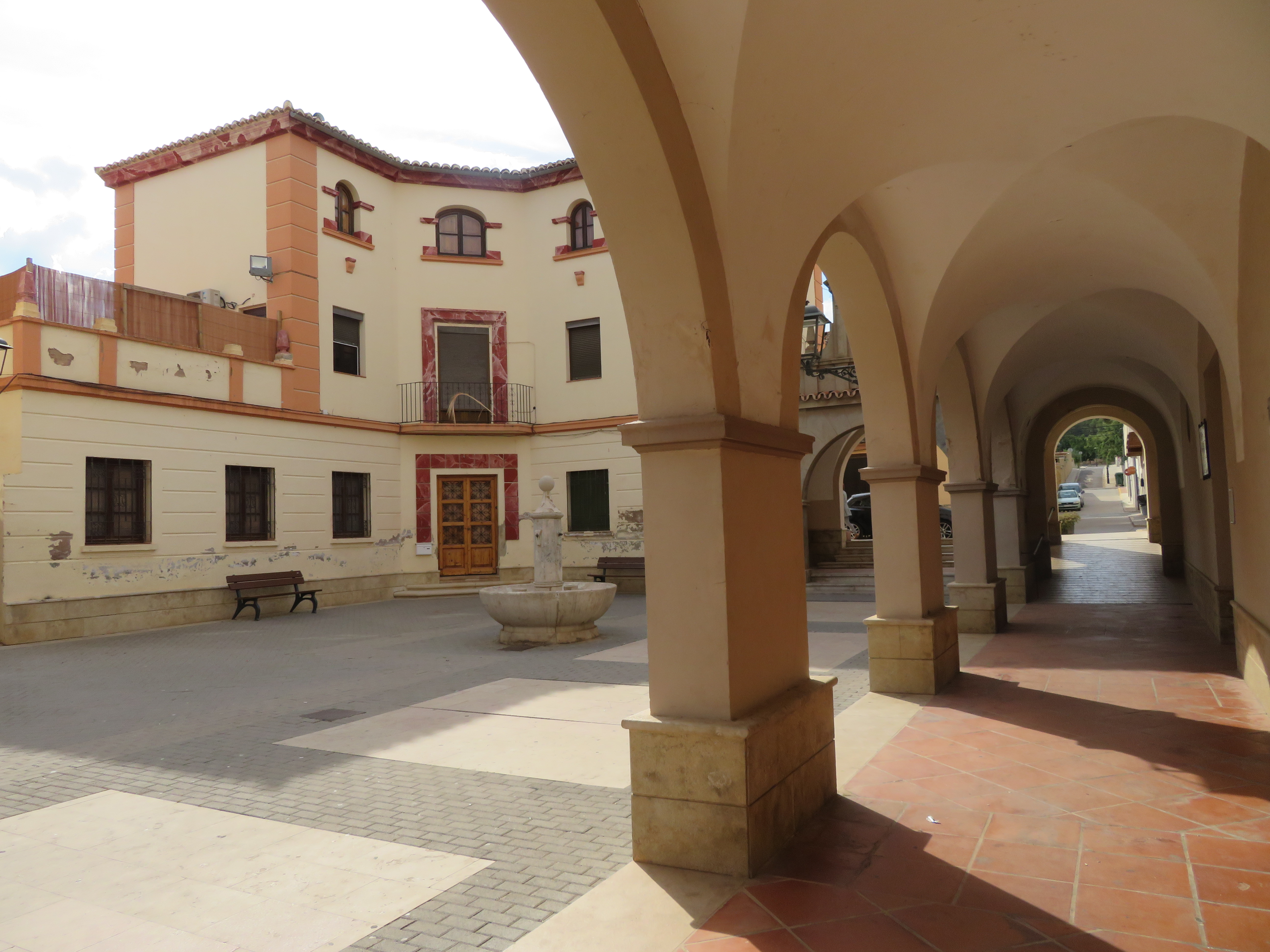
Arcos porticados de la plaza de la iglesia de Algimia d'Alfara.

- Ermita de la Virgen de los Desamparados (Ermita de la Mare de Déu dels Dessemparats): Contiene la efigie de la Virgen de los Desamparados, patrona de la localidad.[7]

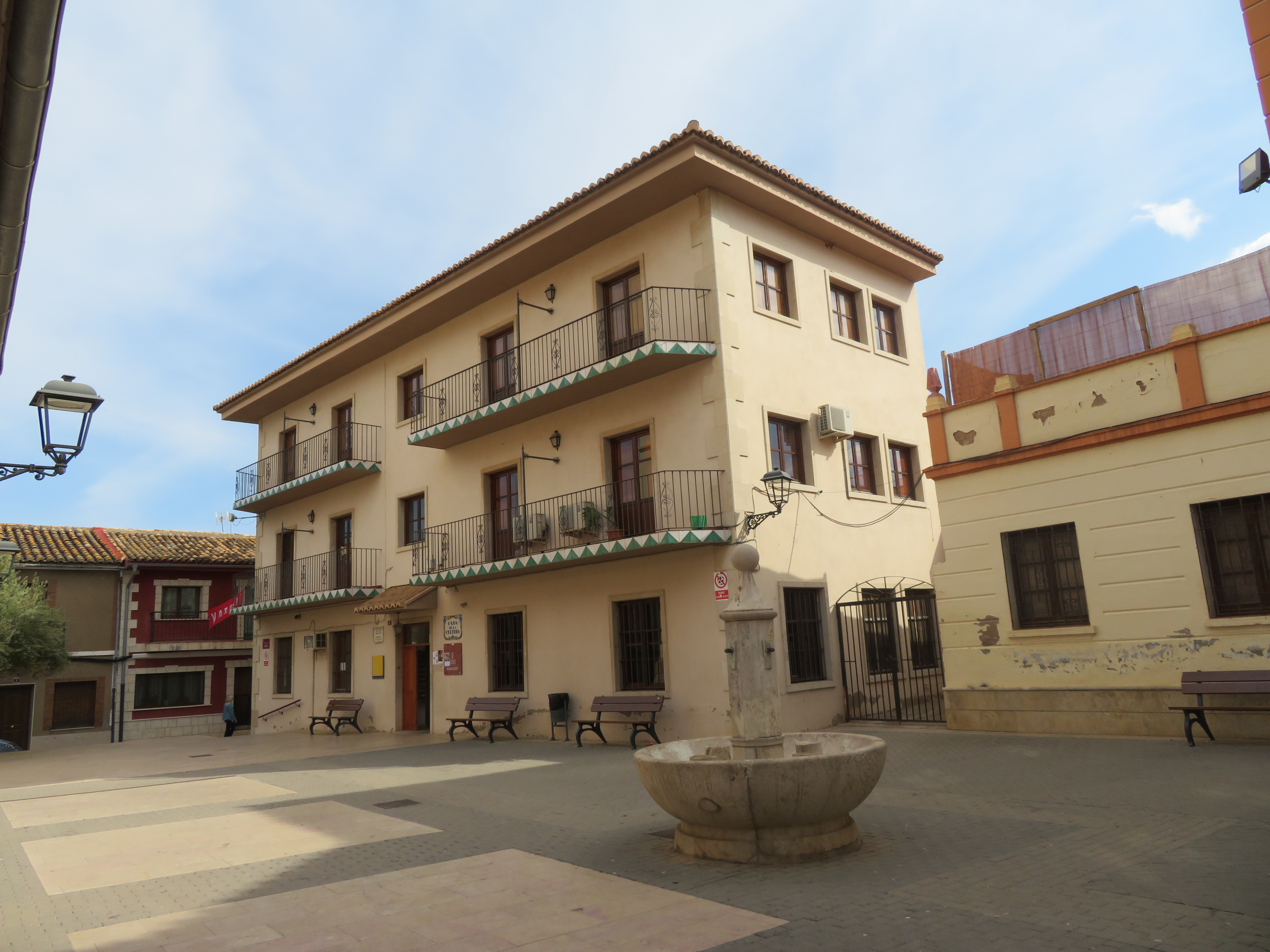
Plaza de la iglesia de Algimia d'Alfara.

- Paraje de la Fuente del Conde.

## Cultura
- San Vicente Ferrer: Se celebra en abril.
- Virgen de los Desamparados: Se celebran fiestas en su honor el primer domingo de agosto.[7]